# Zwerg-Primel
Die Zwerg-Primel (Primula minima) gehört zur Gattung der Primeln (Primula) innerhalb der Familie der Primelgewächse (Primulaceae). Die Bergbauern im Riesengebirge nannten sie auch „Hab mich lieb“ / „Habmichlieb“.

## Beschreibung

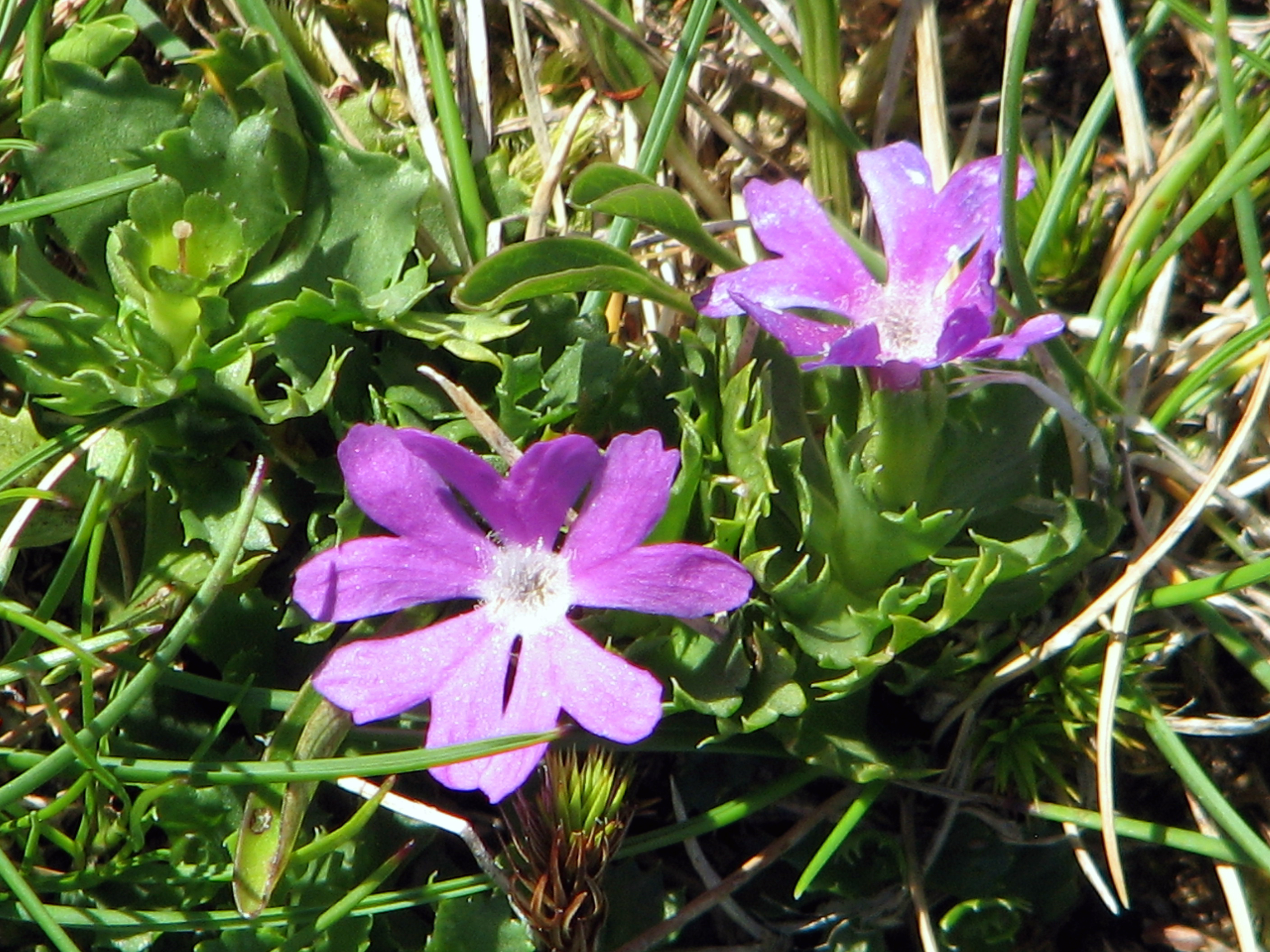
Die winzigen, vorn gezähnten Blätter

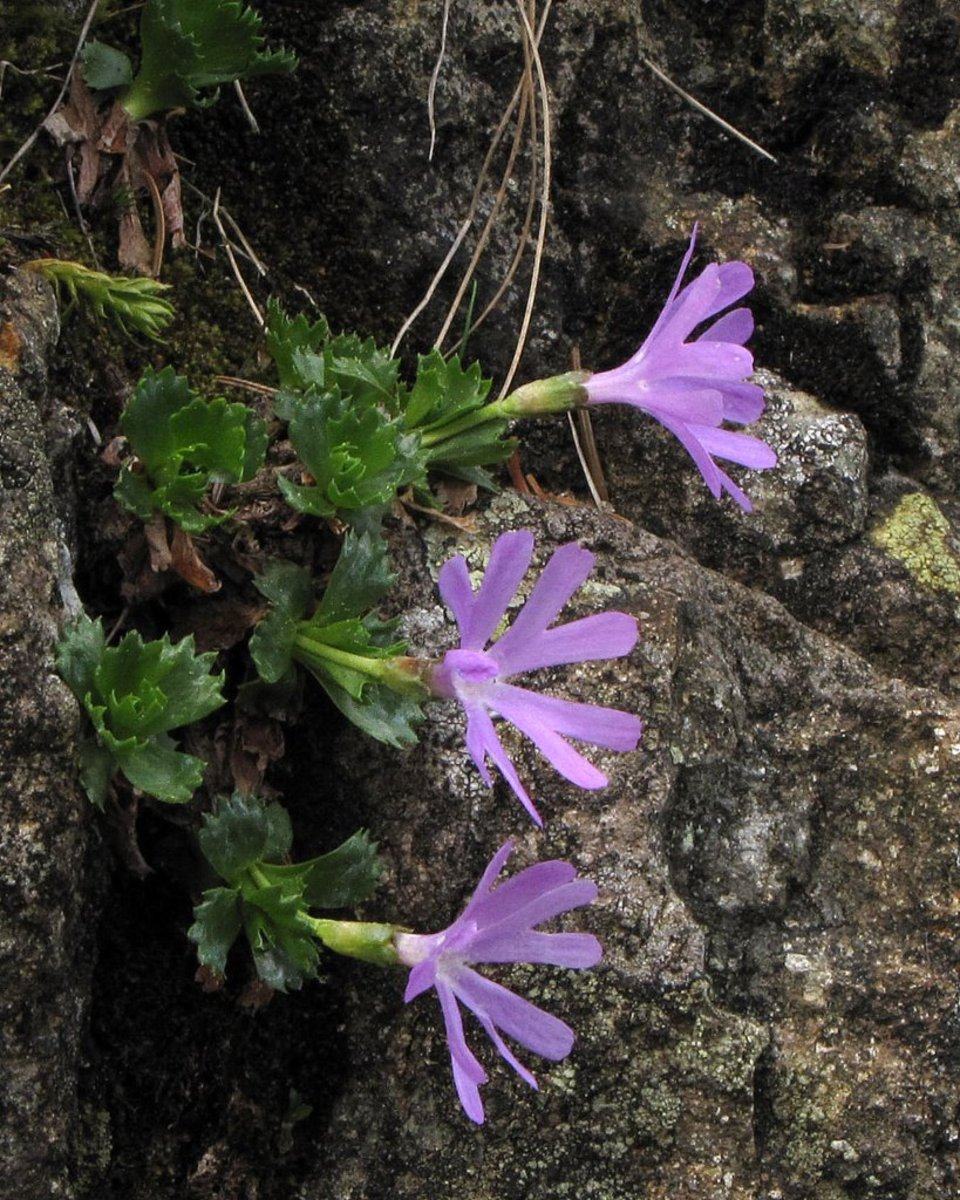
Habitus, Laubblätter und Blüten

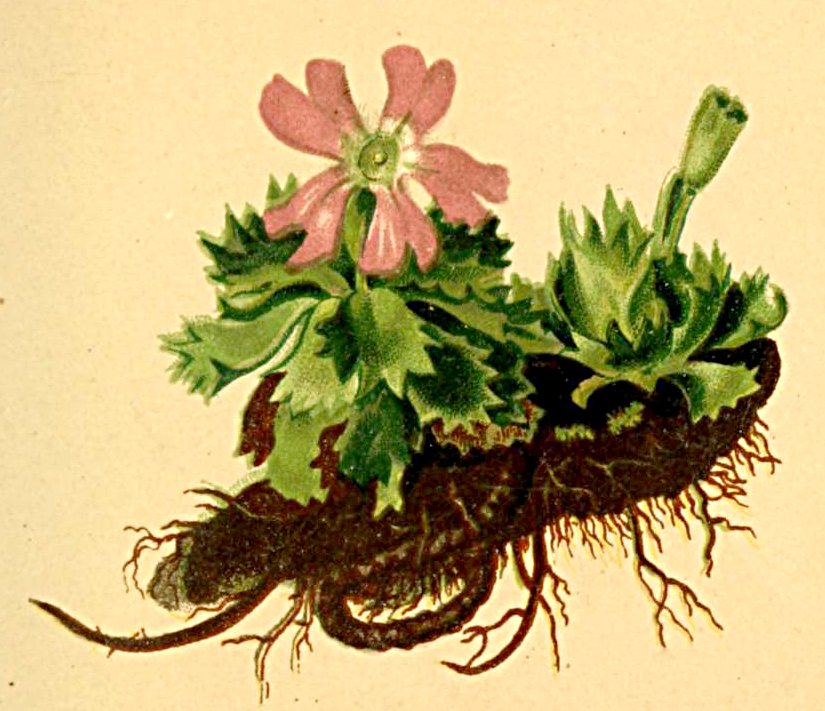
Illustration aus Anton Hartinger: Atlas der Alpenflora, 1882

### Vegetative Merkmale
Die Zwerg-Primel ist eine rasig wachsende, ausdauernde krautige Pflanze und mit einer Wuchshöhe von bis zu 4 Zentimetern die kleinste mitteleuropäische Primel-Art. Sie ist scheinbar kahl, jedoch fast überall mit etwa 0,03 bis 0,05 Millimeter langen Drüsenhaaren bedeckt.
Die glänzenden Laubblätter sind in kleinen gedrängten Rosetten angeordnet. Die Blattspreiten sind bei einer Länge von etwa 15 Millimetern keilförmig mit gestutztem oberem Ende. Der Blattrand ist seitlich ganzrandig und am oberen Ende mit drei bis neun groben, in eine Knorpelspitze verschmälerten Sägezähnen versehen. Die Blätter sind 5 bis 15 (bis 30) Millimeter lang und 3 bis 8 Millimeter breit. Sie sind ungestielt oder allmählich in einen kurze Blattstiel verschmälert.

### Generative Merkmale
Die Blütezeit reicht von Juni bis Juli. Die Blüten stehen meist einzeln auf einem 2 bis 8 Millimeter langen Blütenstiel über ein bis zwei lanzettlichen Tragblättern.
Die zwittrigen Blüten sind radiärsymmetrisch und fünfzählig mit doppelter Blütenhülle. Der etwa 5 bis 8 Millimeter lange Kelch besitzt fünf eiförmige Kelchzähne. Die leuchtend rote Krone ist mit 15 bis 30 Millimeter Durchmesser unverhältnismäßig groß für die kleinen Blattrosetten. Die Krone hat einen weißen, drüsenhaarigen Schlund und keilförmige, tief eingeschnittene Kronzipfel. Die Kronröhre ist 5 bis 11 Millimeter lang. Die Kronzipfel sind vorn bis zur Hälfte oder bis zwei Fünftel eingeschnitten. Die Fruchtkapsel ist 3 bis 5 Millimeter lang und kaum halb so lang wie der Kelch. Die Samen sind glatt und gegen die Endfläche stark geflügelt.
Die Chromosomenzahl beträgt 2n = 66, (64, 67, 68, 69, 70, 73).

## Hybriden
Die Zwerg-Primel bildet gelegentlich Hybriden mit der genetisch nahe verwandten Clusius-Primel (Primula clusiana), die in den Alpen etwa im gleichen Verbreitungsgebiet vorkommt.

## Vorkommen
Die Zwerg-Primel ist in den Gebirgen Mittel- und Osteuropas heimisch. In den Alpen kommt sie vom Brennerpass ostwärts bis zum Wiener Schneeberg, von  Bayern bis zum Tonalepass in Höhenlagen von 1700 bis 3000 Metern vor. Die Meereshöhe von 3000 Metern wird am Kraxentrager in den Zillertaler Alpen fast erreicht. Weitere Vorkommen sind das  Riesengebirge (ab 1200 Meter),  die Tatra,  die Karpaten, die Albanischen Alpen, der Hohe Balkan und die Rhodopen in Bulgarien. Die Zwerg-Primel ist eine typische Ostalpenpflanze. Die Art ist in Deutschland durch die BArtSchV besonders geschützt.
In Österreich kommt sie mäßig häufig in der (sub-)alpinen Höhenstufe vor und fehlt in Wien, Burgenland sowie Vorarlberg.
Die Zwerg-Primel gedeiht am besten auf sauren, kalkarmen oder kalkfreien, humos-modrigen und steinig-lehmigen Böden. Sie wächst auf frischen (Silikat-)Magerrasen (Krummseggenrasen) und Schneeböden. Sie besiedelt Schneetälchen und ruhenden Schutt, sie geht aber auch auf windgefegte, gratnahe Rasen und in feinerdereiche Felsspalten. Sie ist eine Charakterart des Primulae-Caricetum curvulae aus der Klasse der Krummseggenrasen (Juncetea trifidi), kommt aber auch im Caricetum firmae, im Elynetum oder in Nardion-Gesellschaften vor.

## Sonstiges
- Die Zwerg-Primel wurde erstmals von Clusius in seinem berühmten Buch Rariorum plantarum historia (1601) auf Seite 305 als Auricula ursi VIII minima beschrieben und abgebildet.
- Alpenpflanzen, die unter solch extremen Umweltbedingungen (Temperatur, Wetter, …) wie die Zwerg-Primel leben, verwenden oft das Klonen zur Reproduktion. Reisch und Kellermeier[6] untersuchten, ob sich die Zwerg-Primel in erster Linie durch Klonen oder durch sexuelle Reproduktion vermehrt. Ihre genetischen Untersuchungen belegen überraschenderweise, dass sich die Zwerg-Primel ist erster Linie sexuell reproduziert.
- Die Zwerg-Primel war die Wappenpflanze des Riesengebirgsvereins.
- Hoffmann von Fallersleben verfasste um 1848 das Gedicht „Das Koppenblümchen Habmichlieb“ zu Ehren der Zwerg-Primel im Riesengebirge:[7]

Laß uns auf die Koppe steigen,

nun der Frühling ist erwacht!

Will Dir dort ein Blümchen zeigen,

das Dir froh entgegenlacht,

Was mein Herz noch nie gewagt,

Dir das liebe Blümchen sagt.

„Hab mich lieb!“

Wie´s auf ödem Felsgesteine

zwischen Moos und Gräsern sprießt,

und am warmen Sonnenscheine

seinen ros´gen Kelch erschließt!

Hab mich lieb, so spricht´s zu Dir,

Liebchen, komm´ und pflück´ es mir.

„Hab mich lieb!“

Blumen blüh´n an jedem Orte,

Blumen blüh´n auf Berg und Tal,

aber eine nur hat Worte,

eine grüßt Dich tausendmal.

Was mein Herz noch nie gewagt,

Dir das liebe Blümchen sagt.

„Hab mich lieb!“